# Campeonato Mundial de Piragüismo en Eslalon de 2018
El XXXIX Campeonato Mundial de Piragüismo en Eslalon se celebró en Río de Janeiro (Brasil) entre el 25 y el 30 de septiembre de 2018 bajo la organización de la Federación Internacional de Piragüismo (ICF) y la Federación Brasileña de Piragüismo.
Las competiciones se realizaron en el Canal Olímpico de Deodoro.

## Medallistas

### Masculino
| Evento                 | Oro                                                                       | Plata                                                                | Bronce                                                               |
| ---------------------- | ------------------------------------------------------------------------- | -------------------------------------------------------------------- | -------------------------------------------------------------------- |
| K1 individual (30.09)  | Hannes Aigner · Alemania · 89,69 pts.                                     | Jiří Prskavec · República Checa · 90,65 pts.                         | Pavel Eigel · Rusia · 92,17 pts.                                     |
| C1 individual (29.09)  | Franz Anton · Alemania · 97,06                                            | Ryan Westley Reino Unido 97,94                                       | Sideris Tasiadis · Alemania · 98,87                                  |
| K1 por equipos (25.09) | Joseph Clarke Bradley Forbes-Cryans Christopher Bowers Reino Unido 92,45  | Dariusz Popiela · Mateusz Polaczyk · Michał Pasiut · Polonia · 93,88 | Ondřej Tunka · Vít Přindiš · Jiří Prskavec · República Checa · 94,84 |
| C1 por equipos (25.09) | Alexander Slafkovský · Michal Martikán · Matej Beňuš · Eslovaquia · 99,67 | Benjamin Savšek Luka Božič Anže Berčič Eslovenia 99,95               | David Florence Ryan Westley Adam Burgess Reino Unido 100,07          |

### Femenino
| Evento                 | Oro                                                               | Plata                                                                               | Bronce                                                           |
| ---------------------- | ----------------------------------------------------------------- | ----------------------------------------------------------------------------------- | ---------------------------------------------------------------- |
| K1 individual (29.09)  | Jessica Fox Australia 102,06 pts.                                 | Mallory Franklin Reino Unido 104,34 pts.                                            | Ricarda Funk · Alemania · 105,32 pts.                            |
| C1 individual (30.09)  | Jessica Fox Australia 109,07                                      | Mallory Franklin Reino Unido 113,85                                                 | Tereza Fišerová · República Checa · 116,74                       |
| K1 por equipos (25.09) | Lucie Baudu Marie-Zélia Lafont Camille Prigent Francia 108,37     | Ricarda Funk · Jasmin Schornberg · Lisa Fritsche · Alemania · 109,12                | Mallory Franklin Fiona Pennie Kimberley Woods Reino Unido 109,36 |
| C1 por equipos (25.09) | Mallory Franklin Kimberley Woods Bethan Forrow Reino Unido 115,78 | Tereza Fišerová · Kateřina Havlíčková · Gabriela Satková · República Checa · 117,34 | Lucie Prioux Lucie Baudu Claire Jacquet Francia 121,27           |

### Mixto
| Evento                | Oro                                                   | Plata                                     | Bronce                                                  |
| --------------------- | ----------------------------------------------------- | ----------------------------------------- | ------------------------------------------------------- |
| C2 individual (28.09) | Marcin Pochwała · Aleksandra Stach · Polonia · 106,48 | Yves Prigent Margaux Henry Francia 106,84 | Veronika Vojtová · Jan Mašek · República Checa · 110,25 |

### Eslalon extremo
| Evento               | Oro                           | Plata                         | Bronce                     |
| -------------------- | ----------------------------- | ----------------------------- | -------------------------- |
| K1 masculino (30.09) | Christian De Dionigi · Italia | Boris Neveu Francia           | Thomas Bersinger Argentina |
| K1 femenino (30.09)  | Ana Sátila · Brasil           | Martina Wegman · Países Bajos | Polina Mujgaleyeva · Rusia |

## Medallero
| Núm. | País            | Oro | Plata | Bronce | Total |
| ---- | --------------- | --- | ----- | ------ | ----- |
| 1    | Reino Unido     | 2   | 3     | 2      | 7     |
| 2    | Alemania        | 2   | 1     | 2      | 5     |
| 3    | Australia       | 2   | 0     | 0      | 2     |
| 4    | Francia         | 1   | 2     | 1      | 4     |
| 5    | Polonia         | 1   | 1     | 0      | 2     |
| 6    | Brasil          | 1   | 0     | 0      | 1     |
| 6    | Eslovaquia      | 1   | 0     | 0      | 1     |
| 6    | Italia          | 1   | 0     | 0      | 1     |
| 9    | República Checa | 0   | 2     | 3      | 5     |
| 10   | Eslovenia       | 0   | 1     | 0      | 1     |
| 10   | Países Bajos    | 0   | 1     | 0      | 1     |
| 12   | Rusia           | 0   | 0     | 2      | 2     |
| 13   | Argentina       | 0   | 0     | 1      | 1     |
|      | TOTAL           | 11  | 11    | 11     | 33    |